# أنغ نان
أنغ نان (بالخميرية: បទុមរាជាទី៣)‏ هو ملك كمبودي، ولد في 1654، وتوفي في 1691 في Srey Santhor ‏ في كمبوديا.